# Jacques Ledoux (SOE)
Pour les articles homonymes, voir Ledoux et Jacques Ledoux (homonymie).
Jacques Ledoux fut, pendant la Seconde Guerre mondiale, un agent anglo-français du service secret britannique Special Operations Executive. Il fut déporté et exécuté par les Allemands à l'été 1944.
Situation militaire : • Highland Light Infantry, captain • SOE, section F, matricule 197049.
Pour accéder à des photographies de Jacques Ledoux, se reporter au paragraphe Sources et liens externes en fin d’article.

## Éléments biographiques
Jacques Paul Henri Ledoux était le fils de Leonce et de Marie (née Capelle) Ledoux, Caudéran. Il résidait à Londres W. C'était un ami de Diana Rowden et le frère jumeau de Georges Ledoux, qui fut opérateur radio à la section RF sous le nom de « Tir ». Il fut parachuté dans la nuit du 6 au 7 février 1944 aux environs de Poitiers pour lancer autour du Mans un nouveau réseau, ORATOR, avec le nom de guerre « Homère ».
Lors de ce parachutage, il y avait aussi :
- Roland Alexandre, Français, chef du réseau SURVEYOR,
- Robert Byerly, Américain, opérateur radio du réseau SURVEYOR.
- François Deniset, Canadien, instructeur en maniement d'armes du réseau PHONO de Garry.

Tous les quatre furent arrêtés à l’atterrissage, et auraient été exécutés en captivité à Gross-Rosen, en août ou septembre 1944.

## Reconnaissance

### Distinction
La brochure Le Mémorial de la section F ne mentionne aucune distinction.

### Monuments
- En tant que l'un des 104 agents du SOE section F morts pour la France, Jacques Ledoux est honoré au mémorial de Valençay (Indre).
- Brookwood Memorial, Surrey, panneau 14, colonne 1.
- Au mémorial du camp de concentration de Gross-Rosen, situé près de Rogoźnica (Pologne), une plaque honore la mémoire des dix-neuf agents de la section F qui y ont été exécutés en août-septembre 1944, dont Jacques Ledoux. Réalisée en granit local, en provenance d'une carrière où devaient travailler les détenus, elle a été élevée sur l'initiative du Holdsworth Trust.